# Ланцетти, Сальваторе
Сальвато́ре Ланце́тти (итал. Salvatore Lanzetti, 1710, Неаполь, Неаполитанское королевство — 1780 Турин, Сардинское королевство) — итальянский виолончелист и композитор периода барокко.

## Биография
Учился в неаполитанской Консерватории Святой Марии ди Лорето. Свою первую должность получил в Лукке, где работал вместе с Франческо Верачини, затем в 1727 — 1728 годах, а затем с 1760 вплоть до своей смерти работал при туринском дворе. Женился в 1737 году на некой Безоцци (итал. Besozzi), которая подала на развод в 1748 из-за пыток. C 1739 по 1754 год работал в Лондоне. Был учеником Джованни Лоренцо Сомиса. Давал концерты на Сицилии, первый в истории сольный виолончельный концерт в Париже (Concert Spirituel 31 мая 1736) и в Германии.
Известен как один из величайших виолончелистов своего времени. Его произведения являются достаточно сложными для XVIII века: аккорды, большие скачки по высоте, сложная техника ведения смычком и использование как ставки большого пальца левой руки.

## Произведения
- 12 сонат для виолончели и basso continuo (1736)
- Principes ou l’application du violoncelle par tous les tons (1770)
- Allegro vivamente для виолончели и фортепиано

Известна публикация шести сборников сонат для виолончели и basso continuo (Opus II, транскрипция Opus’а I для флейты) и школы для виолончели Principes de l’application du Violoncelle par tous les Tons, Амстердам 1779.
- Salvatore Lanzetti (1710—1780). Ed. by Alessandro Bares. Minghen dal Viulunzel. Publ. by Musedita Edizioni Musicali, not dated.

## Диcкография
- Salvatore Lanzetti. Sonate op.I n. 5-6-7-8-9-11-12, Venezia, Nuova Era Records, 1991.
- Salvatore Lanzetti. Six Cello Solos. Balazs Mate, Hungaroton, 2006.
- Salvatore Lanzetti. Sonates a Violoncello Solo e Basso Continuo. Emmanuel Balssa, Alix Verzier, Bertrand Cuiller, Lindoro, 2006.
- Salvatore Lanzetti. Sonates puor violoncelle, opus 1. Gaetano Nasillo, Andrea Marchiol, Sara Bennice, Zig Zag, 2007.